# 感染性関節炎
感染性関節炎（かんせんせいかんせつえん）・化膿性関節炎（かのうせいかんせつえん）とは、関節（関節液や関節組織など）の細菌感染症（関節炎）である。高齢者に多いとされているが、小児でも見られその場合は乳幼児急性化膿関節炎と呼ばれることもある。

## 概要
起炎菌としては黄色ブドウ球菌が最も多く、また人工関節置換術後の約2％にみられる。抗菌薬の投与が遅れると関節が不可逆的に破壊されるという点で整形外科の分野の緊急疾患であり、外科手術も行われる（急速に関節破壊がすすむが、これは好中球・蛋白分解酵素による）。
単発性関節炎の場合は細菌感染型が多く、黄色ブドウ球菌や連鎖球菌が多い。多発性関節炎では淋菌やライム病の可能性がある。関節リウマチ、変形性関節症、外傷などによる関節部分に問題がある人が発症しやすい。

## 臨床像
発赤、疼痛、腫脹といった局所の急性炎症所見と発熱、全身倦怠感、食欲不振といった全身症状が認められる。特に重要なのは疑ったら関節穿刺を行うことである。一般内科医としては膝関節の穿刺のみ行えれば十分であり、それ以外の関節でこの疾患を疑ったら至急に専門医にコンサルトするべきである。関節液の一般検査（白血球数）以外にグラム染色や細菌培養を行うことで治療方針を決定する。

## 鑑別疾患
- ペルテス病
- 蜂窩織炎

## 治療
診断がついたら6時間以内に抗菌薬投与または切開洗浄の外科手術が行われる。関節液のグラム染色で細菌が認められなかった場合は淋菌、ライム病もカバーする抗菌薬としてロセフィン（第3世代セフェム系）の点滴1g/24時間を行い、グラム染色で細菌が見えた場合は黄色ブドウ球菌を狙いとしてセファメジンの点滴1g/8時間を行う。日本においては多くの黄色ブドウ球菌がアンピシリンに耐性をもっているため、ピクシリンは無効と考えた方が良い。また、治療後に放置しておくと関節が拘縮するので、適時関節を動かす運動が必要となるケースが多い。